# Бангура, Момар
Мома́р Бангура́ (фр. Momar Bangoura, 24 февраля 1994 года, Дакар) — французский футболист сенегальского происхождения, полузащитник

## Биография
Воспитанник футбольной школы марсельского «Олимпика», он переехал в Марсель из Сенегала в возрасте 5 лет. С 2012 года — в основной команде. Дебютировал в чемпионате Франции 28 апреля 2012 года, на 77-й минуте выездного матча против «Лорьяна» заменив Моргана Амальфитано. В мае 2012 года провёл ещё одну за основной состав (против «Сошо»), а затем выступал только за вторую команду клуба. В 2015 году перешёл в английский «Суиндон Таун», где провёл 1 игру в Первой футбольной лиге и 1 игру в турнире Трофея Футбольной лиги
В марте 2018 года подписал контракт с кропивницкой «Звездой», однако уже в июне того же года покинул украинский клуб, проведя всего один матч в молодёжном первенстве.